# Дагестанський державний театр ляльок
Дагестанський державний театр ляльок — ляльковий театр у місті Махачкала, заснований в 1941 на базі артистичної групи лялькарів Постановою Ради народних комісарів ДАРСР і бюро обкому ВКП (б) № 517 від 17 травня 1941 року.
За історію свого існування в театрі було поставлено велику кількість спектаклів, серед яких є твори як дагестанської, так і класичної: російської та зарубіжної драматургії. Дагестанська драматургія представлена переважно п'єсами Ахмедхан Абу-Бакара («Навруз», «О, диво з див», «Нур-Етдін-золоті руки», «Шукай та знайдеш», «Кіт Гуртум, яка не лазить в льох», «Дауд — син углежогі»), Ш. Маллаєвой («Кораблик бажань», «Таємниця персикової кісточки»), Т. Аслановой  («Алі-коваль»), З. Хіясова («Шукач щастя»).
У репертуарі театру представлені вистави за мотивами російських народних казок («Колобок», «Машенька та ведмеді», «По щучому велінню» та ін.), а також за творами класичних авторів Корнія Чуковського («Муха, павук та комарик»), Петра Єршова («Коник-Горбоконик»), Шарля Перро («Червона Шапочка»), Льва Толстого («Ліпунюшка»), Самуїла Маршака («Котячий будинок», «Містер-Твістер»), Григорія Остера («38 папуг»), Ганса Андерсена («Нове вбрання короля»), Ернста Гофмана («Лускунчик») і ін.